# Escânia
A Escânia (em sueco Skåne;  pronúncia; em latim: Scania) é uma província histórica da Suécia, situada na região histórica da Gotalândia, no sul do país. 

Ocupa 2% da área total do país, e tem uma população de 1 418 496 habitantes (2023).

É uma península, situada na ponta sudoeste da Suécia. Está cercada por água a oeste (estreito de Öresund em frente à Dinamarca) e a a sul e sudeste (Mar Báltico), e tem limite terrestre com a Halland e a Småland, a  norte, e com Blekinge, a leste.  

É conhecida como "celeiro da Suécia" (Sveriges kornbod) e associada a uma enorme planície  com cultura intensiva de cereais, oleaginosas, beterraba açucareira, frutas e bagas. 
Como província histórica, não possui funções administrativas, nem significado político, mas está diariamente presente nos mais variados contextos, como por exemplo em Skånes universitetssjukhus (hospital universitário),  Skånes Djurpark (jardim zoológico) e Skånska Dagbladet (jornal).  A província da Escânia faz parte do Condado da Escânia na sua totalidade.

## Etimologia e uso
O nome geográfico sueco Skåne deriva possivelmente de "Skadinawi", o termo em língua germânica primitiva designando ”terra junto ao mar”, talvez em referência à península de Falsterbo, onde existe hoje em dia uma povoação chamada Skanör. A província está mencionada como ”Sconeg”, em inglês no século IX, como "Skanø", em escrita rúnica do século XI, e como "Skáney", em islandês antigo. Aparece latinizado como Scadinavia pelo historiador romano Plínio, o Velho no século I.

Em textos em português, costuma ser usada a forma aportuguesada Escânia.

| “ | A província histórica de Skåne ou Escânia… | ” |

## Província histórica e condado atual
A província histórica da Escânia coincide quase inteiramente com o atual condado da Escânia.

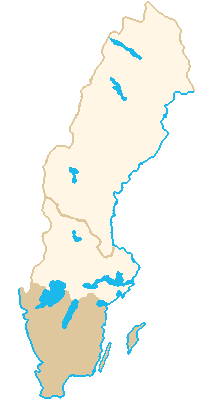
A região histórica da Götaland
A província histórica da Escânia
O condado da Escânia

## História

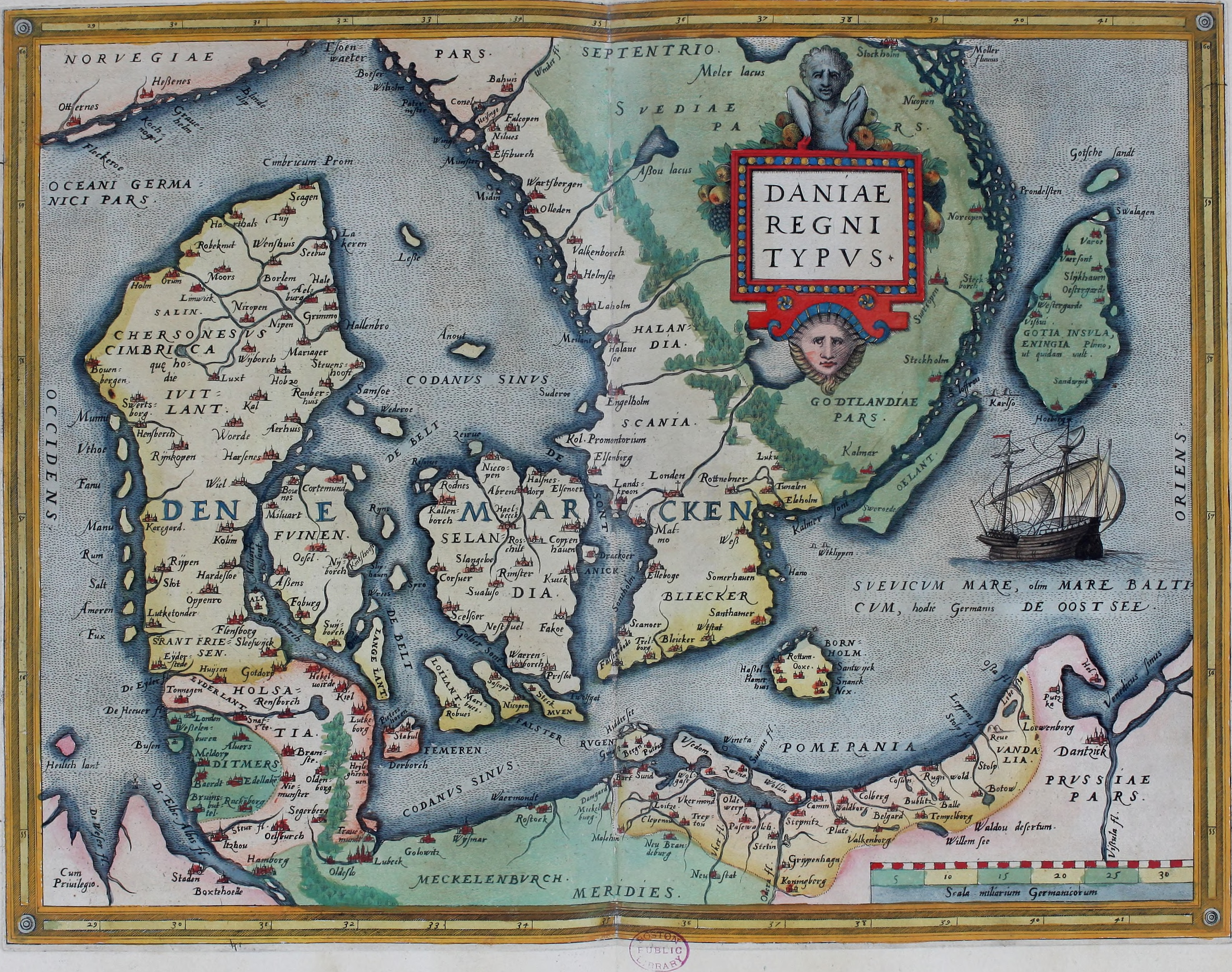
A Escânia no Reino da Dinamarca, em 1570

A Escânia foi a primeira parte da Suécia em que derreteram os glaciares da última Idade do Gelo.

Os primeiros habitantes chegaram há uns 13 000 anos, em plena Idade da Pedra.

A Escänia, a Halland e Blekinge foram parte integrante do reino da Dinamarca, fundado no século X.

No século XVII, pelo Tratado de Roskilde, a Escânia passou a ser um território dependente da Suécia, até ser completamente anexado em 1719.

Depois de um período de de estagnação, com a chegada da industrialização e das vias férreas, a Escânia entrou de novo numa era de desenvolvimento económico.

### Heráldica

O brasão de armas foi feito em 1660 e é representado por uma cabeça de grifo vermelha sobre um fundo dourado. 

## Geografia
A Escânia é uma grande península, rodeada de água por três lados.                    
É essencialmente constituída por planícies, cortadas por uma cadeia de planaltos baixos de noroeste a sudeste com algumas montanhas bloco.

Está coberta por numerosas florestas de coníferas no norte, por faias e outras folhosas no sul, e por prados e urzeirais no sudeste. O sudoeste da província é a principal região agrícola do país, havendo uma grande produção de cereais, oleoginosas, beterrabas e legumes.

| - Limites: Norte – Halland e Småland, Leste – Blekinge e mar Báltico, Sul – mar Báltico, Oeste – estreito de Öresund - Condados: Condado da Escânia - Montanhas: Söderåsen (212 m), Linderödsåsen (194 m) e Romeleåsen (186 m) - Rios: Helge å, Rönne å - Lagos: Ivösjön, Ringsjön - Ilhas: Ven, Hallands Väderö - Cidades: Malmö, Helsingborg, Lund, Kristianstad, Landskrona - Penínsulas: Bjärehalvön |

### Cidades tradicionais
As seguintes cidades têm mais de 10 000 habitantes: 

- Malmö, 313 125 (2020)
- Helsingborg, 113 828 (2020)
- Lund, 94 378 (2020)
- Kristianstad, 41 299 (2020)
- Landskrona, 28 000
- Trelleborg, 25 000
- Ängelholm, 22 000
- Hässleholm, 17 000
- Ystad, 17 000
- Eslöv, 16 000
- Staffanstorp, 13 000
- Höganäs, 13 000
- Höllviken, 10 000

## Comunicações

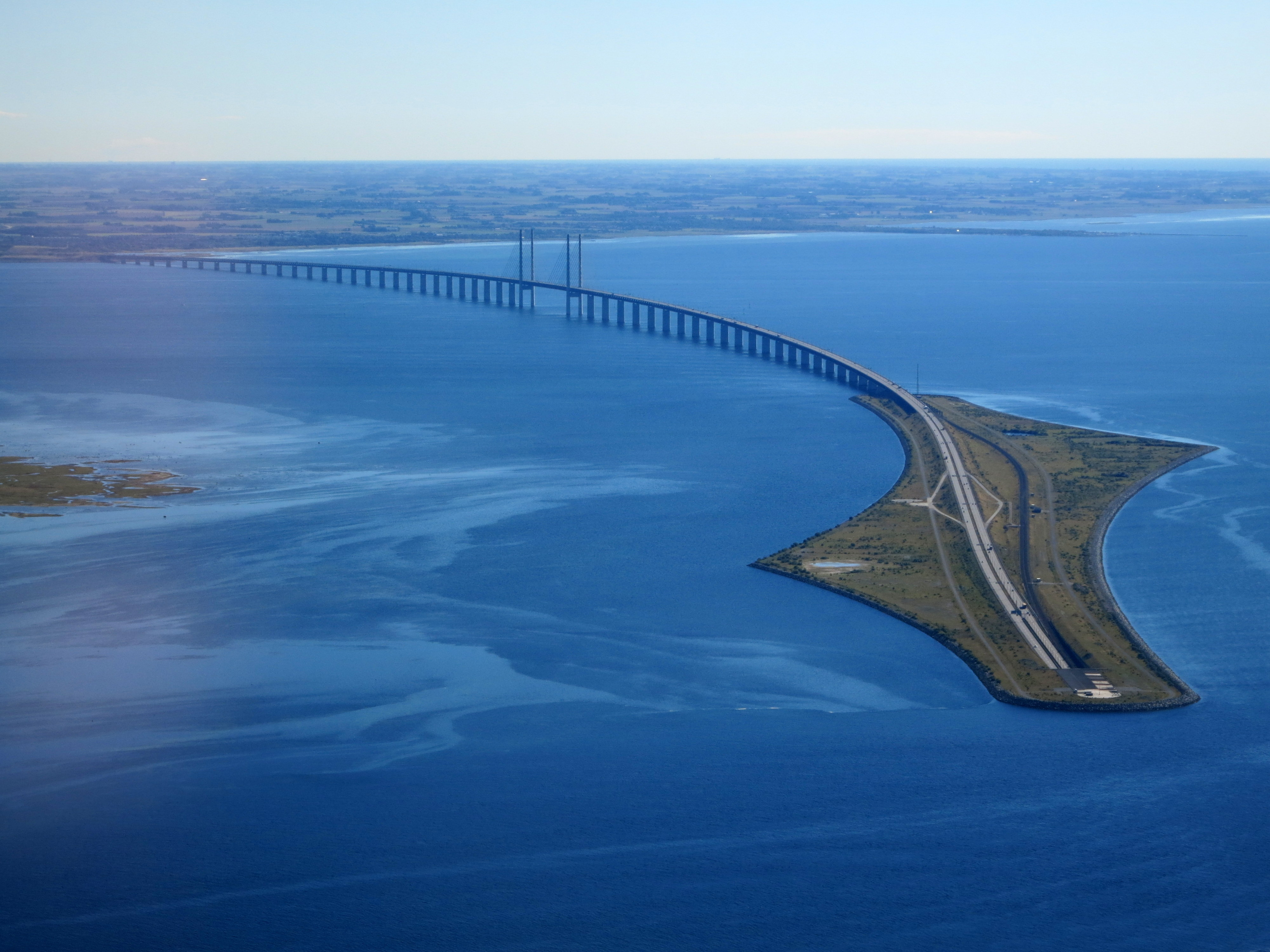
A ponte de Öresund, vista do lado dinamarquês.

A província da Escânia é atravessada pelas estradas europeias E6, E20, E65, E22 e E4.
A E6 e a E20, seguem a orla costeira, de sul para norte, até à província da Halland, passando pelas cidades de Malmö, Landskrona, Helsingborg e Ängelholm. A E65  atravessa transversalmente o sul da província, ligando Malmö a Ystad. A E22, vai diagonalmente de Malmö para Lund e Kristianstad, seguindo depois para a província de Blekinge. A E4 segue igualmente em diagonal na direção da província da Småland]].
As ligações ferroviárias são particularmente intensas no oeste da Escânia, entre as cidades de Malmö, Lund e Helsingborg, assim como com Copenhaga, no lado dinamarquês. O tráfego de longa distância está presente nas ligações a Estocolmo e a Gotemburgo.
A província conta com o Aeroporto de Malmö, a 30 km do centro da cidade, e ainda com o aeroporto de Ängelholm Helsingborg e o aeroporto de Kristianstad Österlen.

Os principais portos estão localizados em Malmö, Trelleborg, Helsingborg e Ystad.
Como ponto central de todos estes transportes , está a ponte internacional de Öresund, ligando Malmö, na Suécia, a Copenhaga, na Dinamarca.

| - Estradas europeias: E4, E6, E20, E22, E65 - Estradas nacionais: Rv 9, Rv 11, Rv 13, Rv 17, Rv 19 - Ferrovias: Linha da Costa Oeste, Linha do Sul, Linha de Ystad, Linha costeira de Blekinge - Aeroportos: Aeroporto de Malmö, Aeroporto de Ängelholm Helsingborg, Aeroporto de Kristianstad Österlen - Portos: Porto de Malmo, Porto de Trelleborg, Porto de Helsingborg, Porto de Ystad - Linhas marítimas: Helsingborg - Helsingor (Dinamarca), Ystad - Bornholm (Dinamarca) / Świnoujście (Polónia), Trelleborg - Świnoujście (Polônia) / Sassnitz / Rostock / Travemünde (Alemanha) - Ponte internacional: Ponte de Öresund |

## Economia

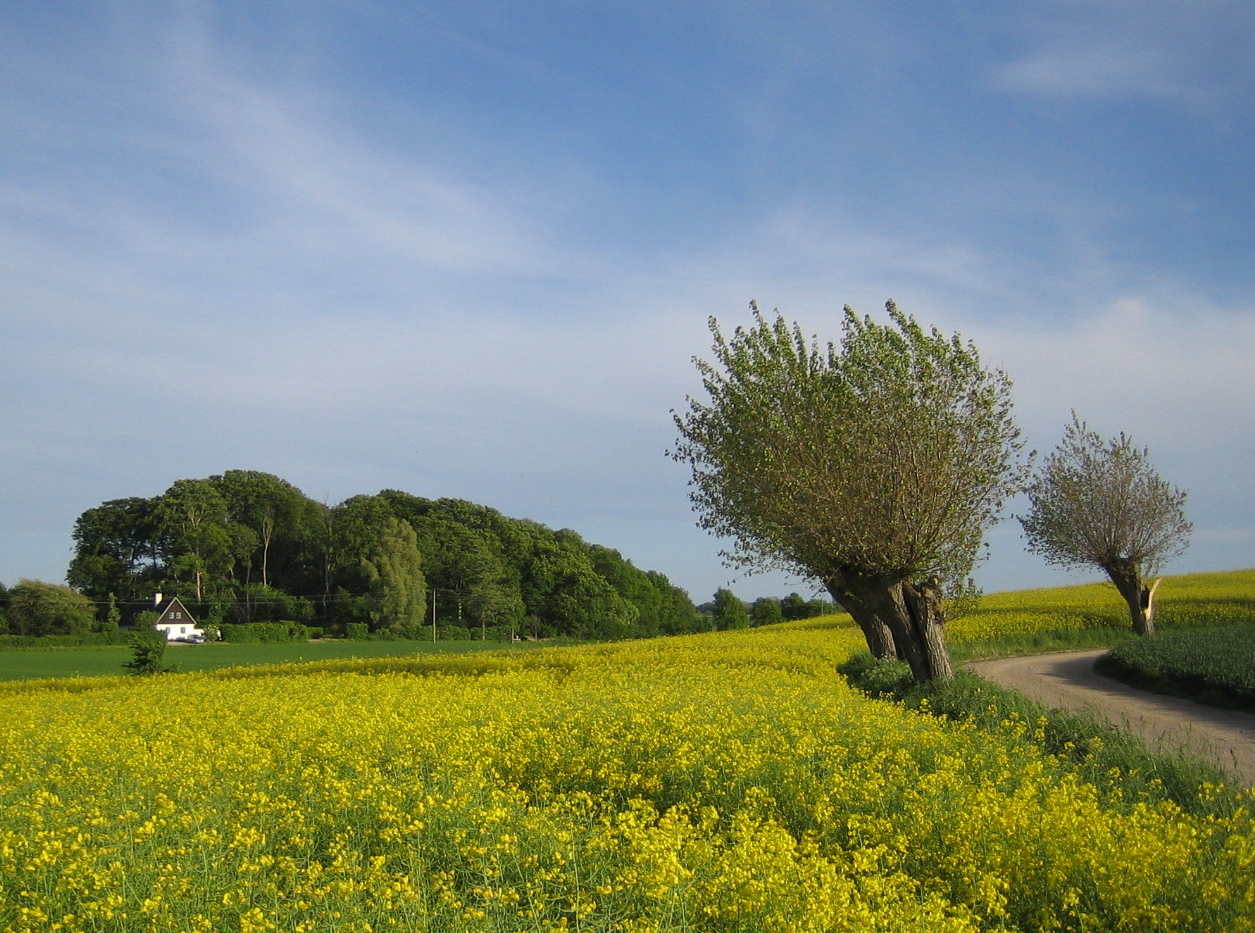
Campos cultivados com colza, perto de Svedala

A economia tradicional da Escânia está associada à agricultura. Por essa razão, a província é conhecida como o ”celeiro da Suécia” (Sveriges kornbod).

A Escânia dispõe hoje em dia de uma forte indústria, onde são fabricados os mais variados produtos, desde brinquedos a medicamentos, e a embalagens de cartão e de metal.

A produção agrícola é bastante variada, com destaque para os cereais, a colza, a beterraba, as batatas e os legumes. Uma grande parte destes produtos são processados, conservados ou empacotados pela indústria agro-alimentar.

No campo do ensino, é de destacar a Universidade de Lund e a Universidade de Malmö, assim como a Escola Superior de Kristianstad.

## Património histórico, cultural e turístico
Alguns pontos turísticos mais procurados atualmente são:

- Casa de Glimminge
- Catedral de Lund
- Costa de Hovs hallar
- Fundação Wanås
- Hallands Väderö
- Ilha de Ven
- Jardim Zoológico da Escânia
- Kulturen i Lund
- Mercado de Kivik
- Museu de Arte Moderna de Malmö
- Palácio de Sofiero
- Parque de Diversões de Tosselilla
- Parque Nacional de Söderåsen
- Parque Nacional de Stenshuvud
- Pedras de Ale
- Ponte de Öresund
- Reserva Natural de Kullaberg
- Praia de Sandhammaren
- Praça Möllevångstorget
- Trilho da Escânia
- Turning Torso
- Vattenrike

## Galeria

Bandeira não-oficial da Escânia
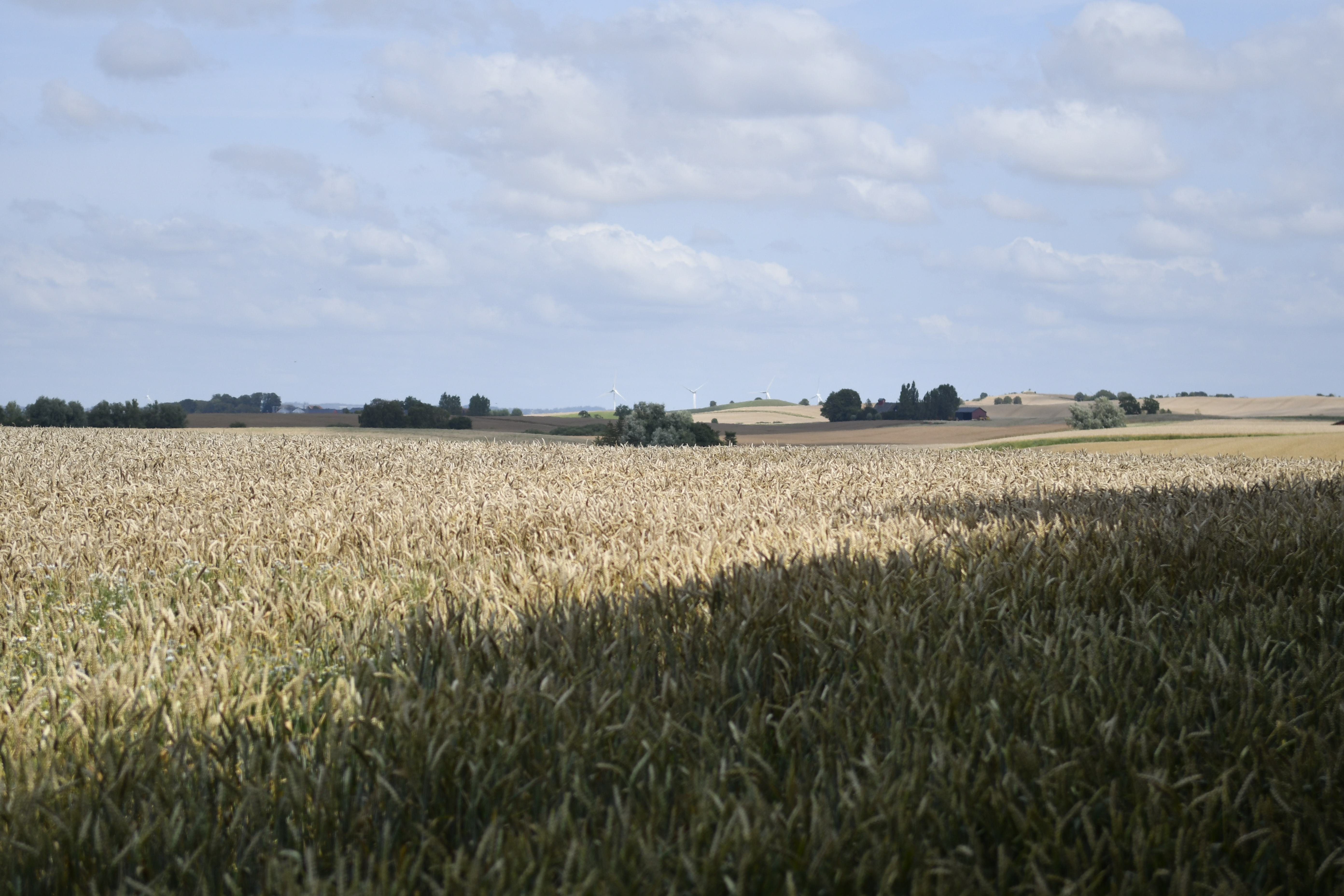
Vista da Escânia na região de Bjärshög
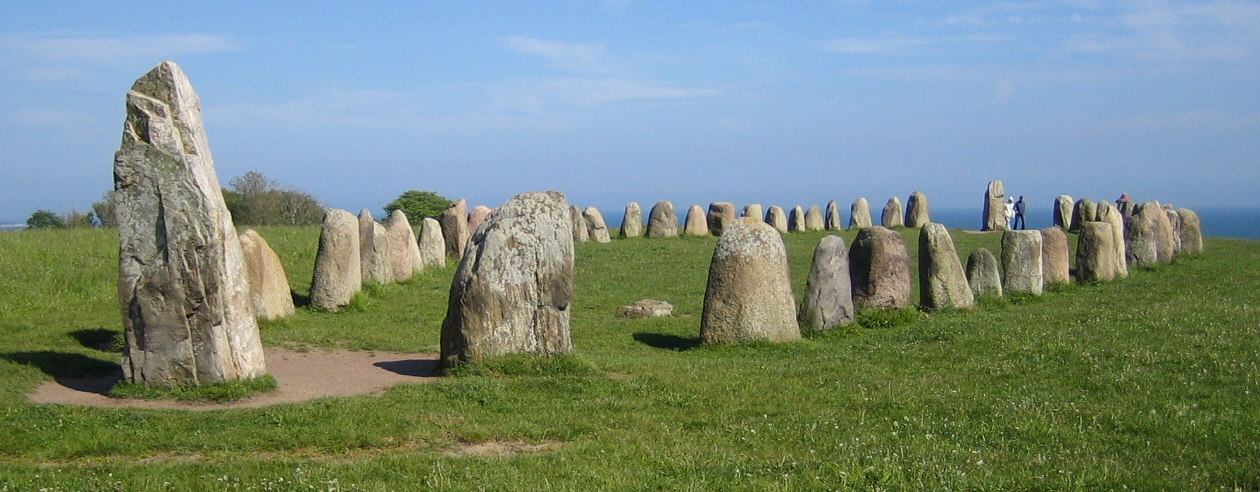
Pedras de Ale, perto de Ystad
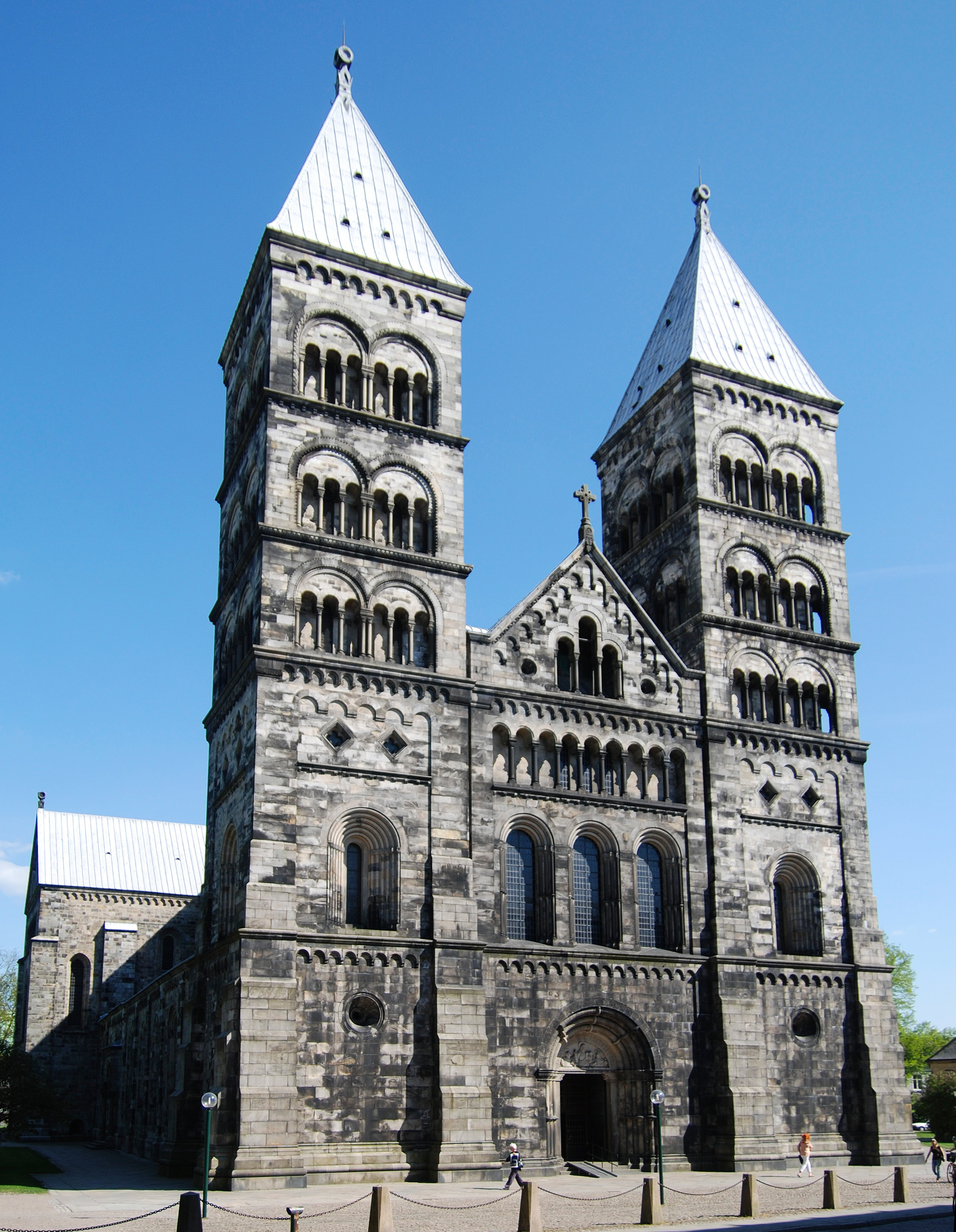
Catedral de Lund
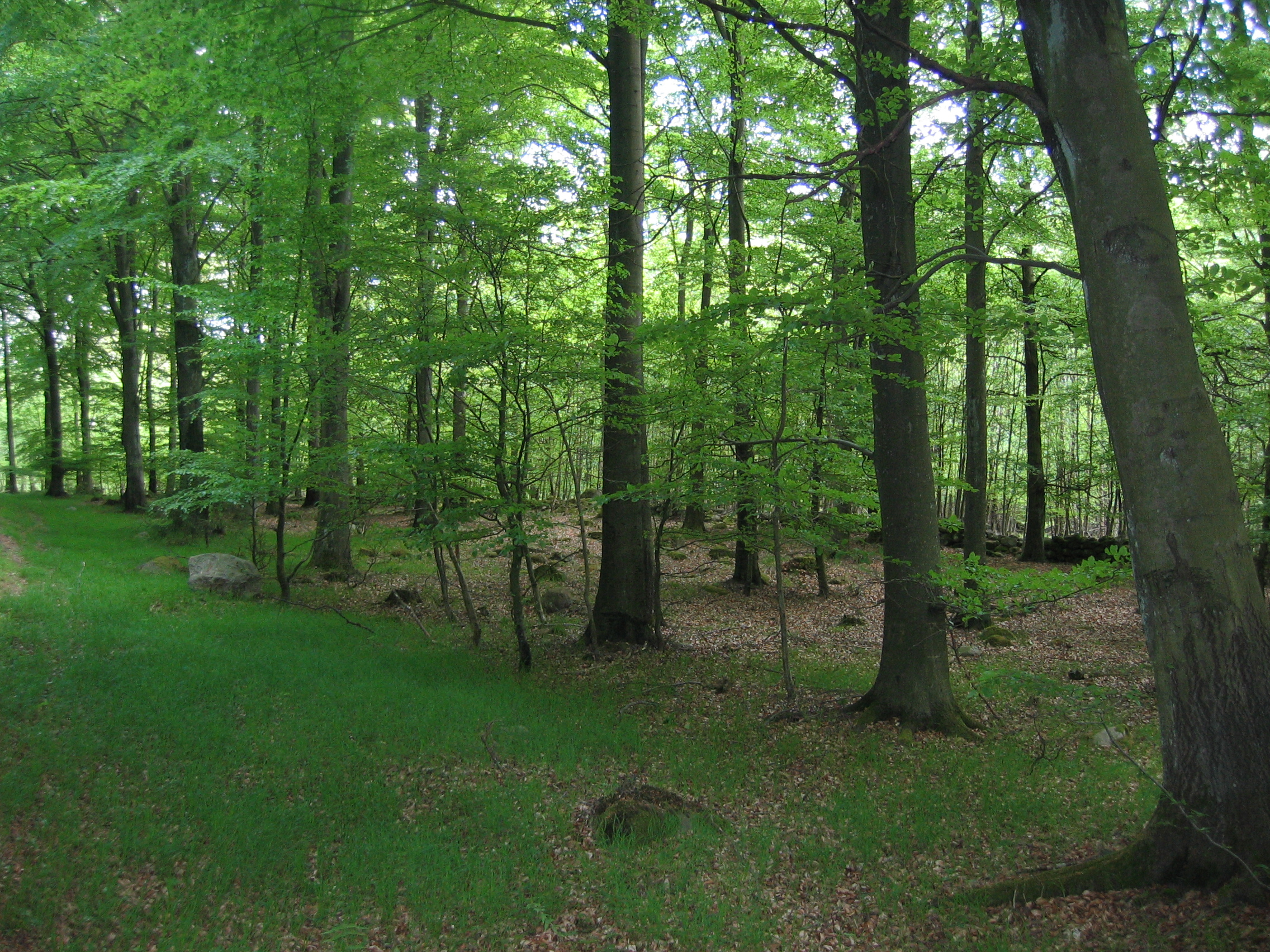
Parque Nacional de Söderåsen, a leste de Helsingborg
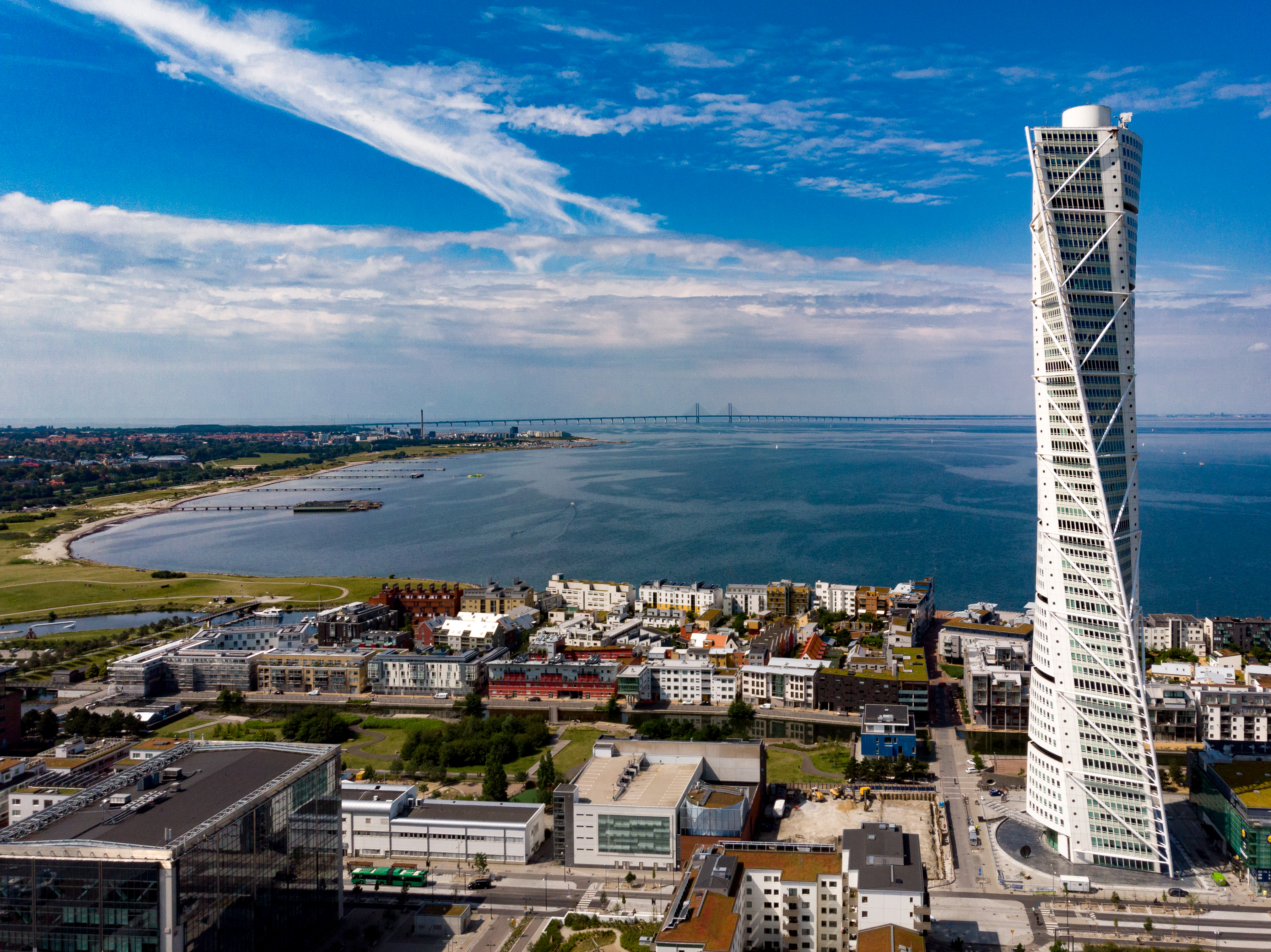
A cidade de Malmö, o arranha-céus Turning Torso e a Ponte de Öresund